# دونينيك غاب
دونينيك غاب (بالإنجليزية: Dominic Gape)‏ (9 سبتمبر 1994 في المملكة المتحدة - ) هو لاعب كرة قدم بريطاني في مركز الوسط. لعب مع نادي ساوثهامبتون.

## وصلات خارجية
- دونينيك غاب على موقع قاعدة بيانات كرة القدم.إي يو (الإنجليزية)
- دونينيك غاب على موقع Soccerbase.com (لاعب) (الإنجليزية)
- دونينيك غاب على موقع Soccerway.com (الإنجليزية)
- دونينيك غاب على موقع عالم كرة القدم.نت (الإنجليزية)
- دونينيك غاب على موقع AS.com (الإسبانية)